# Wien Franz-Josefs-Bahnhof
Wien Franz-Josefs-Bahnhof – stacja kolejowa w Wiedniu, w Austrii, w dzielnicy Alsergrund. Dworzec w obecnej formie istnieje od 1978. Został zaprojektowany jako dworzec czołowy. Oryginalnie stacja nosiła nazwę "Kaiser-Franz-Josefs-Bahnhof", od 1918 roku funkcjonuje pod obecną nazwą.